# Annelundskyrkan
Annelundskyrkan är en kyrkobyggnad i Ljungby i Småland, Kronobergs län. Den tillhör Ljungby församling i Växjö stift.

## Kyrkobyggnad
Annelundskyrkan, som är belägen i centrum av Skogskyrkogården, byggdes 1970–1971 som samfällighetens begravningskapell. Kyrkan invigdes 2 juli 1972 av biskop Olof Sundby, Växjö. Den har sedan dess även fungerat som distriktskyrka för Annelundsområdet. Kyrkan är ritad av länsarkitekt Hans Lindén, Växjö.

## Inventarier
I kyrkan finns utsmyckningar av Eva Spångberg och av Åke Wremp samt exteriört av Tommy Wremp. Sedan 2002 är kyrkan rikt utsmyckad med målningar av ljungbykonstnären Sven Ljungberg. Utöver korets rika utsmyckning finns på sidoväggarna elva målningar från Golgatavandringen - Smärtornas väg. Som underlag för dessa har konstnären använt sina tidigare illustrationer i Bo Setterlinds diktverk Via Dolorosa från 1963. I koret har samme konstnär återgett sin bild av paradiset i en väggmålning som det avbildas på Bibelns första blad i Eden.

### Orgel
Orgeln är byggd 1980 av J. Künkels Orgelverkstad. Orgeln är mekanisk.
| Huvudverk I   | Svällverk II      | Pedal      | Koppel |
| Rörflöjt 8´   | Gedackt 8´        | Subbas 16´ | I/P    |
| Principal 4´  | Koppelflöjt 4´    | Pommer 4´  | II/P   |
| Spetsflöjt 4´ | Principal 2´      |            | II/I   |
| Svegel 2´     | Sesquialtera II   |            |        |
| Mixtur III    | Tremulant         |            |        |
|               | Crescendosvällare |            |        |